# Cratere Mumbi
Mumbi è un cratere sulla superficie di Rea.